# Мынисте (волость)
Мынисте (эст. Mõniste) — бывшая волость в Эстонии в составе уезда Вырумаа.

## Положение
Площадь волости — 174,8 км², численность населения на 1 января 2010 года составляла 1021 человек.
Административный центр волости — деревня Мынисте. Помимо неё, на территории волости находятся ещё 16 деревень.

## Города-побратимы
- Каави, Финляндия[1]